# コネリアーノ
コネリアーノ（伊: Conegliano）は、イタリア共和国ヴェネト州トレヴィーゾ県の都市であり、その周辺地域を含む人口約34,000人の基礎自治体（コムーネ）。県都トレヴィーゾに次ぎ、県内第2位のコムーネ人口を有する。
ワインの産地で、「プロセッコ・ディ・コネリアーノ」はDOCワインの指定を受けている。プロセッコは同名の品種（別名グレラ）の白ブドウから作られる白ワインで、一般に発泡ワインとして知られる。

## 地理

### 位置・広がり

#### 隣接コムーネ
隣接するコムーネは以下の通り。
- コッレ・ウンベルト
- マレーノ・ディ・ピアーヴェ
- サン・フィオール
- サン・ピエトロ・ディ・フェレット
- サン・ヴェンデミアーノ
- サンタ・ルチーア・ディ・ピアーヴェ
- スゼガーナ
- ヴィットーリオ・ヴェーネト

### 気候分類・地震分類
気候分類では、zona E, 2536 GGに分類される。
また、イタリアの地震リスク階級 (it) では、zona 2 (sismicità media) に分類される。

## 産業・経済
コネリアーノは、白ワインのプロセッコ（一般に発泡ワインとして知られる）の産地として有名であり、2019年にユネスコの世界遺産に登録された。プロセッコは、同名の品種（プロセッコ種）のブドウから作られるワインで、炭酸の有無・濃度により、炭酸なしのトランクイッロ（tranquillo）、微炭酸のフリッツァンテ（frizzante）、発泡ワインのスプマンテ（spumante）の3種類に分けられる。
この地域のプロセッコ品種から出来る白（発泡）ワイン（DOCワインであるプロセッコ・ディ・コネリアーノ（it:Prosecco di Conegliano））だけが「プロセッコ」と言う名称を使用できる（欧州連合の原産地名称保護制度）。
また、イタリア最古で由緒のあるワイン学校「Scuola enologica di Conegliano（コネリアーノ・ワイン学校）」がこの市にある。

## 文化・観光
10世紀に築かれた古城が丘の上に立つ。
毎年夏期に、実際の人間を駒として使ったチェス大会が行われる。この大会はトレヴィーゾに対しコネリアーノが勝利した歴史に因んでいる。

## 人物

### 著名な出身者
- チーマ・ダ・コネリアーノ - ルネサンス期の画家
- マルツィオ・ブルセギン - 自転車ロードレース選手
- アレッサンドロ・デル・ピエロ - サッカー選手
- マルコ・ドナデル - サッカー選手

## 世界遺産

### 登録基準
この世界遺産は世界遺産登録基準のうち、以下の条件を満たし、登録された（以下の基準は世界遺産センター公表の登録基準からの翻訳、引用である）。
- (5) ある文化（または複数の文化）を代表する伝統的集落、あるいは陸上ないし海上利用の際立った例。もしくは特に不可逆的な変化の中で存続が危ぶまれている人と環境の関わりあいの際立った例。